# Santa Cruz (Madeira)
Santa Cruz és un municipi de l'arxipèlag de Madeira, que se sotsdivideix en cinc parròquies:
- Camacha
- Caniço
- Gaula
- Santa Cruz
- Santo António da Serra